# Kilroy. Stimmen in der Subway
Kilroy. Stimmen in der Subway ist ein Buch von Jürg Federspiel. Es erschien 1988 im Verlag Der Bärenhüter im Waldgut.

## Inhalt
Kilroy ist eine Sammlung von sechzehn Kurzgeschichten.
«Kilroy sagt»
Federspiel erinnert an die Figur Kilroy was here von amerikanischen Soldaten aus der Zeit des Zweiten Weltkriegs. Die Erzählung handelt von einer fiktiven U-Bahnfahrt Kilroys in New York City.
«Clifton Cooper sagt»
Clifton Cooper träumt, dass er in einem früheren Leben Indianer war. Das Frühstück mit Rührei und Schinken verabscheut er. Clifton Cooper möchte einmal im Leben nach Alaska. Er ist sich sicher, dass er bei einem Flugzeugabsturz sterben wird.
«Kilroy sagt»
Kilroy geht auf die vorhergehende Erzählung ein und meint, Clifton Cooper hätte die Möglichkeit nach Alaska zu fahren, wenn er den Drang verspürte Clifton Cooper was here an eine Mauer zu schreiben.
«Caroline Ellenthal sagt»
Caroline Ellenthal ist die Tochter eines amerikanischen Soldaten, der im Koreakrieg gefallen ist. Sie selbst arbeitet als Prostituierte. Das China Town mag sie nicht, da es sie an seinen getöteten Vater erinnert. Sie empfindet ihre Arbeit als Strafe.
«Kilroy sagt»
Dass die Menschen Arbeit als Strafe empfindet, liegt an ihrer Vertreibung aus dem Paradies. Kilroy hat den Teufel zweimilliardenjahrelang aus dem Paradies vertrieben, als er Kilroy was here an einem Baum aufhängte.
«John Cornelius Irving sagt»
John Cornelius Irving ist ein Polizeibeamter, der in den nächsten Jahren in den Ruhestand gehen wird. In ein paar Jahren wird er eine Hüftoperation bekommen, aber danach kommt das Herz. Das Herz sei etwas unheimliches.
«Kilroy sagt»
Kilroy fragt in der U-Bahn ein Mädchen, wie es heisse, dieses antwortet ganz korrekt und ausführlich darauf. Sie weiss sogar, wann sie stirbt. Als sie wissen will, ob sich Kilroy nach Kilroy was here benannt hat, antwortet dieser: «Ja, genau».
«Kilroy sagt»
Kilroy gibt in der Rolle des Reiseführers Tips für das U-Bahn-Fahren in Manhattan. Er sagt, dass dort Kriminalität normal ist. Ausserdem sollte man in der Toilette Kilroy was here hinterlassen.
«Susan Roth sagt»
Susan Roth hatte wenig Erfolg mit Liebhabern. Ihr Vater ist Rechtsanwalt und spekuliert mit Kunst. Nach einem Kinobesuch wird sie zusammengeschlagen, der Täter entschuldigt sich aber bei ihr und meint, es sei ein Irrtum gewesen.
«Kilroy sagt»
Kilroy meint, die Ausgaben New Yorks für die innere Sicherheit erinnern an eine Stadt, die sich selber belagert.
«Jimmy Burnes sagt»
Jimmy Burnes war Weltmeister im Fliegengewicht 1936. Er überlegt sich, wie eine Schlagzeile aussehen könnte, wenn er von 34 Messerstichen umgebracht wird.
«Kilroy sagt»
Kilroy erkennt die verschiedenen U-Bahn-Linien New Yorks am Klang. Die Mode sich die Finger in die Ohren zu stecken sei allerdings neu.
«Katlin Hirsch sagt»
Katlin Hirsch ist die Nachfahrin von ausgewanderten Juden aus dem Zweiten Weltkrieg. Ihr Vater war Veteran des Ersten Weltkriegs und hielt Hitler für einen Betriebsunfall der Geschichte.
«Kilroy sagt»
Kilroy beschimpft einen Passagier in der U-Bahn, der ein Buch liest.
«Joel James»
Joel James hält sich für Franziskus von Assisi, da er Kind von Quäkern ist und sehr streng erzogen worden ist.
«Kilroy sagt»
Kilroy behauptet, dass sein Name den König ermorden bedeutet.

## Rezeption

### Kritik
„Jürg Federspiel deutet in seinem 1988 erschienenen Bändchen «Kilroy - Stimmen in der Subway» diese mythische Figur um zum Regisseur der Unterwelt, der acht Menschen in der New Yorker U-Bahn zum Sprechen bringt. Für einen Moment ermöglicht er ihnen, aus der anonymen Masse hervorzutreten und ihr Leben zu inszenieren, gibt er ihren Wünschen, Hoffnungen und Sinngebungsversuchen Raum.“

### Vertonung
Der Basler Komponist David Sontòn-Caflisch hat den Text zu einer Oper vertont, die 2005 im Stadttheater Chur uraufgeführt wurde. Da Federspiel im selben Haus wie Sontòn-Caflisch wohnte, hat er diesen beim Komponieren zuhören können; «Er hat gehört, dass sein Text es wert war, sich damit zu beschäftigen».